# Wolf 359
Wolf 359 je 7,8 světelných let od Sluneční soustavy vzdálený červený trpaslík v souhvězdí Lva, nachází se poblíž ekliptiky. Je po hvězdách soustavy alfa Centauri a Barnardově šipce Slunci nejbližší hvězdou. Hvězda má zdánlivou hvězdnou velikost 13,5 mag a k jejímu pozorování je nutný středně velký amatérský dalekohled o průměru objektivu 20 cm. Hvězda se nachází 1,4 stupně severozápadně od hvězdy 59 Leo.
Wolf 359 je jednou z nejméně svítivých a hmotných známých hvězd. Teplota její fotosféry je pouze 2 800 Kelvinů, což je dostatečně nízká teplota, aby mohly existovat chemické látky ve formě sloučenin. Absorpční čáry sloučenin, jako je voda a oxidy titanu, již byly pozorovány. Povrch hvězdy má magnetické pole, které je silnější, než je magnetické pole na Slunci. V důsledku magnetické aktivity je Wolf 359 eruptivní proměnnou hvězdou, která může náhle změnit svítivost během několika minut. Tyto erupce emitují silné záblesky rentgenového a gama záření, které byly pozorovány kosmickými dalekohledy. Wolf 359 je relativně mladá hvězda o stáří méně než jedné miliardy let. Na oběžné dráze kolem hvězdy nebyli zjištěni žádní průvodci.

## Historie pozorování

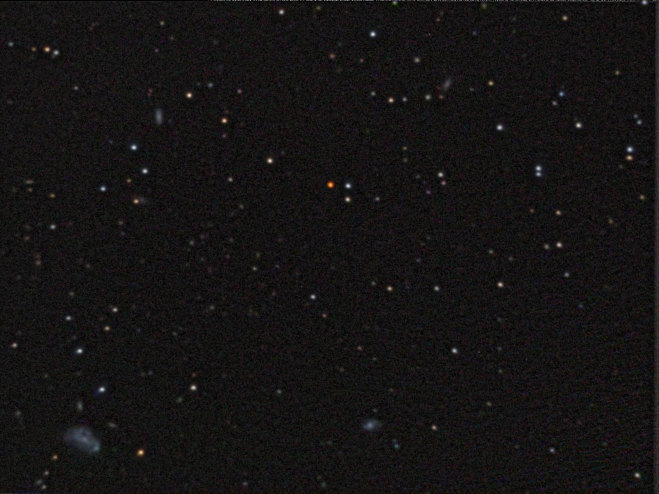
Wolf 359 je oranžová hvězda nad středem této astrofotografie

Wolf 359 na počátku 20. století upoutal pozornost astronomů svým rychlým pohybem po obloze, který je v astronomii označován jako vlastní pohyb hvězdy. Vysoká rychlost vlastního pohybu hvězdy značí, že se musí nacházet v blízkosti Sluneční soustavy, vzdálenější hvězdy by musely mít velkou skutečnou rychlost pohybu, aby na obloze urazily stejnou úhlovou vzdálenost. Pohyb hvězdy Wolf 359 byla poprvé změřen v roce 1917 německým astronomem Maxem Wolfem, pomocí astrofotografie. V roce 1919 vydal katalog, který obsahoval přes tisíc hvězd s velkým vlastním pohybem. Tato hvězda byla v katalogu označena pořadovým číslem 359, a od této doby se značí jménem Wolf 359.
Poprvé byla změřena paralaxa u hvězdy Wolf 359 v roce 1928 na observatoři Mount Wilson, její hodnota byla 0,409±0,009 parcsec. Z ní mohla být vypočtena její vzdálenost. Až do roku 1944 byla nejmenší a nejméně svítivou známou hvězdou, poté ji nahradila hvězda VB 10. Infračervená magnituda hvězdy byla poprvé změřena v roce 1957. V roce 1969 bylo pozorováno krátkodobé zjasnění hvězdy, od té doby se řadí mezi eruptivní proměnné hvězdy.

## Fyzikální vlastnosti
Wolf 359 má spektrální třídu M6.5, jiné zdroje udávají spektrální třídy M5.5, M6 nebo M8. Hvězdy spektrální třídy M jsou známé jako červení trpaslíci, protože emise záření je největší v červené a infračervené oblasti spektra. Wolf 359 má velmi nízkou svítivost, hvězda vyzařuje pouze asi 0,1 procent energie Slunce. Pokud by byla hvězda na místě Slunce, byla by pouze desetkrát jasnější než Měsíc v úplňku.
Hvězda má odhadem 9 procent hmotnosti Slunce, a tak je těsně nad nejnižší mezí umožňující vodíkovou fúzi prostřednictvím proton-protonového cyklu: 8 procent hmotnosti Slunce. Objekty pod touto hranicí jsou již hnědými trpaslíky. Poloměr Wolf 359 je odhadem 16 procent poloměru Slunce, přibližně 110 000 km. Pro srovnání, rovníkový poloměr planety Jupiter je 71 492 km, má 65 procent poloměru hvězdy Wolf 359.
Celou hvězdou prochází konvekce, kdy se energie z jádra přenáší k povrchu spíše konvektivním pohybem plazmatu, než prostřednictvím záření. Toto přerozděluje hromadění hélia, které je tvořeno hvězdnou nukleosyntézou v jádru hvězdy.
To umožňuje hvězdě zůstat na hlavní posloupnosti mnohem delší dobu než hvězdám, které helium neustále hromadí v jádru. V kombinaci s nižší mírou spotřeby vodíku díky nízké hmotnosti hvězdy, konvektivní proudění umožní hvězdě Wolf 359 zůstat na hlavní posloupnosti 8 biliónů let.
Pozorování hvězdy z Hubblova kosmického dalekohledu neodhalilo žádné její průvodce, i když není vyloučena přítomnost menších planet, které se nachází pod detekčním limitem dalekohledu, například planety, obíhající do vzdálenosti jedné astronomické jednotky okolo hvězdy. Žádný přebytek infračerveného záření nebyl u hvězdy pozorován, což naznačuje že hvězda má velice slabý Kuiperův pás, zbytek materiálu po jejím vzniku.

### Fotosféra

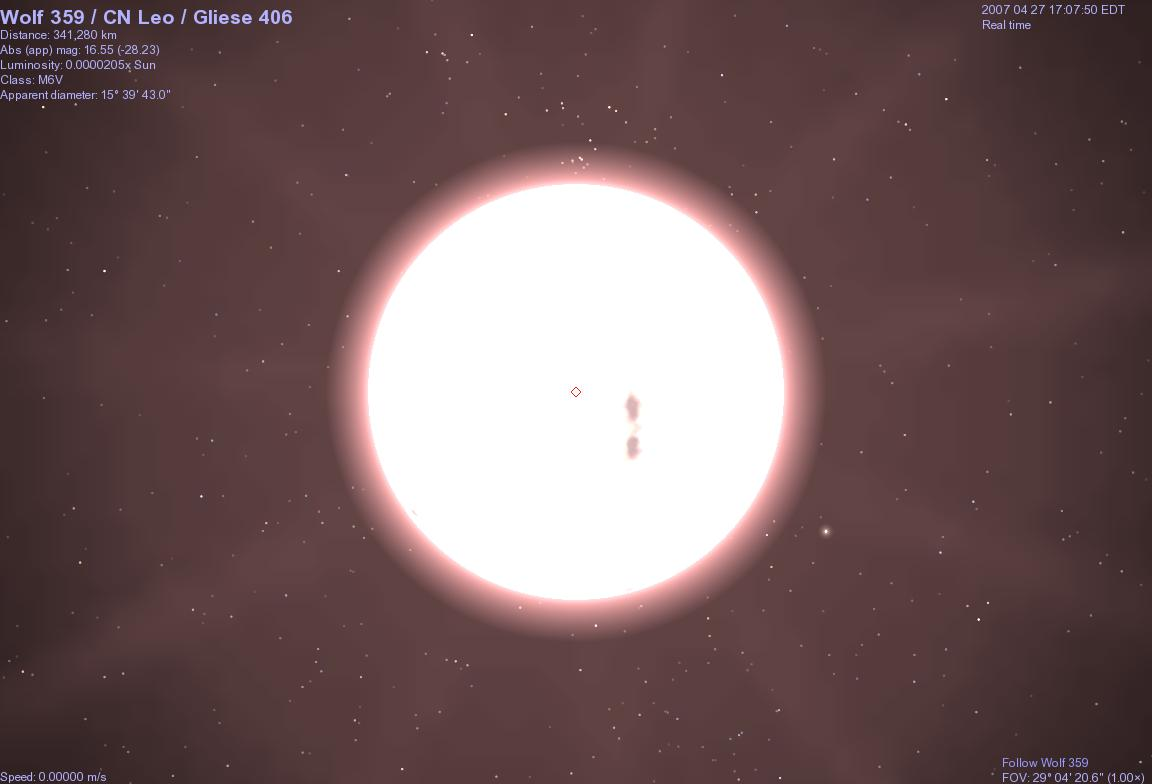
Obraz hvězdy Wolf 359 vygenerovaný počítačovým planetáriem Celestia

Vnější atmosféra hvězdy je známá jako fotosféra. Odhad teploty fotosféry hvězdy Wolf 359 se pohybuje v rozsahu mezi 2500 až 2900 Kelvinů,
takže je dostatečně chladná, aby v ní mohly existovat v chemické rovnováze chemické sloučeniny, které se dají detekovat pomocí spektrálních čar.
Ve spektru hvězdy bylo objeveno více druhů molekul, např. oxidu uhelnatého (CO), hydridu železa (FeH), hydridu chromu (CrH), vody (H2O), hydridu hořčíku (MgH), oxidu vanadnatého (VO), oxidu titanatého (TiO) a molekuly CaOH. Protože se nenašly žádné čáry lithia ve spektru, musí být tento prvek již spotřebován termojadernou fúzí v jádru hvězdy. To znamená, že hvězda musí mít stáří minimálně 100 milionů let.
Nad fotosférou se nachází koróna o velmi vysoké teplotě. V roce 2001 se Wolf 359 se stal první hvězdou kromě Slunce, u které bylo pozorováno spektrum koróny dalekohledy ze Země. Spektrum ukázalo emisní čáry těžkých iontů Fe XIII, které bylo zbaveno dvanácti elektronů. a molekuly CaOH. Linie mohou měnit svoji intenzitu během několika hodin, což může být důkazem minierupcí na hvězdě.
Wolf 359 je eruptivní proměnná hvězda typu UV Ceti. Hvězdy typu UV Ceti krátkodobě zvyšují svoji svítivost, díky vysoké magnetické aktivitě své fotosféry. Na Wolf 359 probíhají relativně často erupce. Pozorování pomocí Hubblova vesmírného dalekohledu zjistila 32 erupcí během dvou hodin, s energií 1027 ergů (1020 joulů) a vyšší. Síla magnetického pole na povrchu hvězdy Wolf 359 je asi 2,2 kG (0,22 Tesla), a mění se v intervalu kratším než šest hodin. Ve srovnání magnetické pole Slunce má v průměru 1 gauss (100 μT), ačkoli může vzrůst až na 3 kG (0,3 T) v oblasti slunečních skvrn. Během erupcí byly u Wolf 359 pozorovány emise rentgenového a gama záření.

### Pohyb hvězdy
Rotace hvězdy způsobuje díky Dopplerovu jevu posun jejích spektrálních čar. Následkem je rozšíření absorpčních čar ve spektru, a jsou tím výraznější, čím hvězda rychleji rotuje. Rotační pohyb ve směru k pozorovateli se dá měřit tímto způsobem, takže výsledný údaj je spodní rychlostí rotace hvězdy. Předpokládaná rotační rychlost Wolf 359 je na rovníku nižší než 3 km/s, což je pod možností detekce pomocí spektrálních čar. Nízká rychlost rotace může být způsobena ztrátou momentu hybnosti prostřednictvím hvězdného větru. Stáří typické hvězdy spektrální třídy M6 s touto rychlostí rotace je zhruba 10 miliard let, protože plně konvektivní hvězdy ztrácejí rychlost rotace pomaleji než ostatní hvězdy. Evoluční modely však naznačují, že Wolf 359 je relativně mladá hvězda s věkem méně než miliarda let.
Vlastní pohyb hvězdy této hvězdy po obloze je 4,696 úhlových vteřin za rok, a vzdaluje se od Slunce rychlostí 19 km/s. Když toto převedeme do galaktického souřadnicového systému, vyjde prostorová rychlost hvězdy (U, V, W) = (−26, −44, −18) km/s. Prostorová rychlost této hvězdy znamená, že patří k populaci starých hvězd v disku Mléčné dráhy. Je na oběžné dráze kolem jádra Mléčné dráhy, nejblíže jádru bude 20 500 světelných let, nejdále 28 000 světelných let od jádra galaxie. Galaktická oběžná dráha má excentricitu 0,156, a hvězda se může vzdálit až
444 světelných let od roviny galaxie. Nejbližší hvězdný soused Wolf 359 je červený trpaslík Ross 128, nacházející se ve vzdálenosti 3,79 světelných let. Přibližně před 13 850 lety měla Wolf 359 minimální vzdálenost od Slunce asi 7,35 světelných let.

## Science fiction
Hvězda hraje roli ve Star Treku. U hvězdy je v roce 2367 svedena bitva mezi Federací a Borgy pod vedením Locuta. Bojovalo tam 40 lodí federace proti jedné borgské krychli. 39 lodí Federace bylo zničeno, zemřelo 11 000 lidí, borgská krychle pokračovala bez většího poškození k Zemi. Mezi přeživší z tohoto boje patří Benjamin Sisko, pozdější velitel stanice Deep Space Nine.
Wolf 359 se jmenuje díl amerického seriálu Krajní meze z roku 1963, kde vysokoškolský profesor obnoví původní prostředí planety, aby mohl studovat její zrychlenou evoluci.